# میشائیل یوراک
میشائیل یوراک (آلمانی: Michael Jurack؛ زادهٔ ۱۴ فوریه ۱۹۷۹) جودوکار اهل آلمان بود.
وی در مسابقات کشوری و بین‌المللی در مجموع برندهٔ ۱ مدال برنز شده‌است.